# Morphological Catalogue of Galaxies
Morfologický katalog galaxií (MCG) nebo rusky Морфологический каталог галактик je ruský katalog obsahující 30 640 galaxií, který sestavil Boris Vorontsov-Velyaminov s kolektivem. Byl vydán v pěti částech v letech 1962 až 1974. Katalog je vytvořen na základě pečlivého studia otisků fotografických desek získaných při Palomar Sky Survey a obsahuje hlavně galaxie až do 15. fotografické velikosti a deklinace od -45° do + 90°  . Závěrečná část obsahuje určitý počet galaxií s fotografickou velikostí nad 15.

## Části katalogu
První část katalogu byla vydána v roce 1962 a obsahovala 7200 objektů s deklinací + 90° až + 45°.
Druhá část byla publikována v roce 1964 a obsahovala 9650 objektů s deklinací + 45° až + 15°.
Třetí vyšla v roce 1963 a zahrnovala 6 740 objektů s deklinací + 15° až -9°.
Čtvrt vyšla v roce 1968 a zahrnovala 5410 objektů s deklinací -9° až -33°.
Pátá a poslední část vyšla v roce 1974 a zahrnovala 1637 galaxií s poklesem od -33° do -45°